# Selecció de bàsquet de Sèrbia

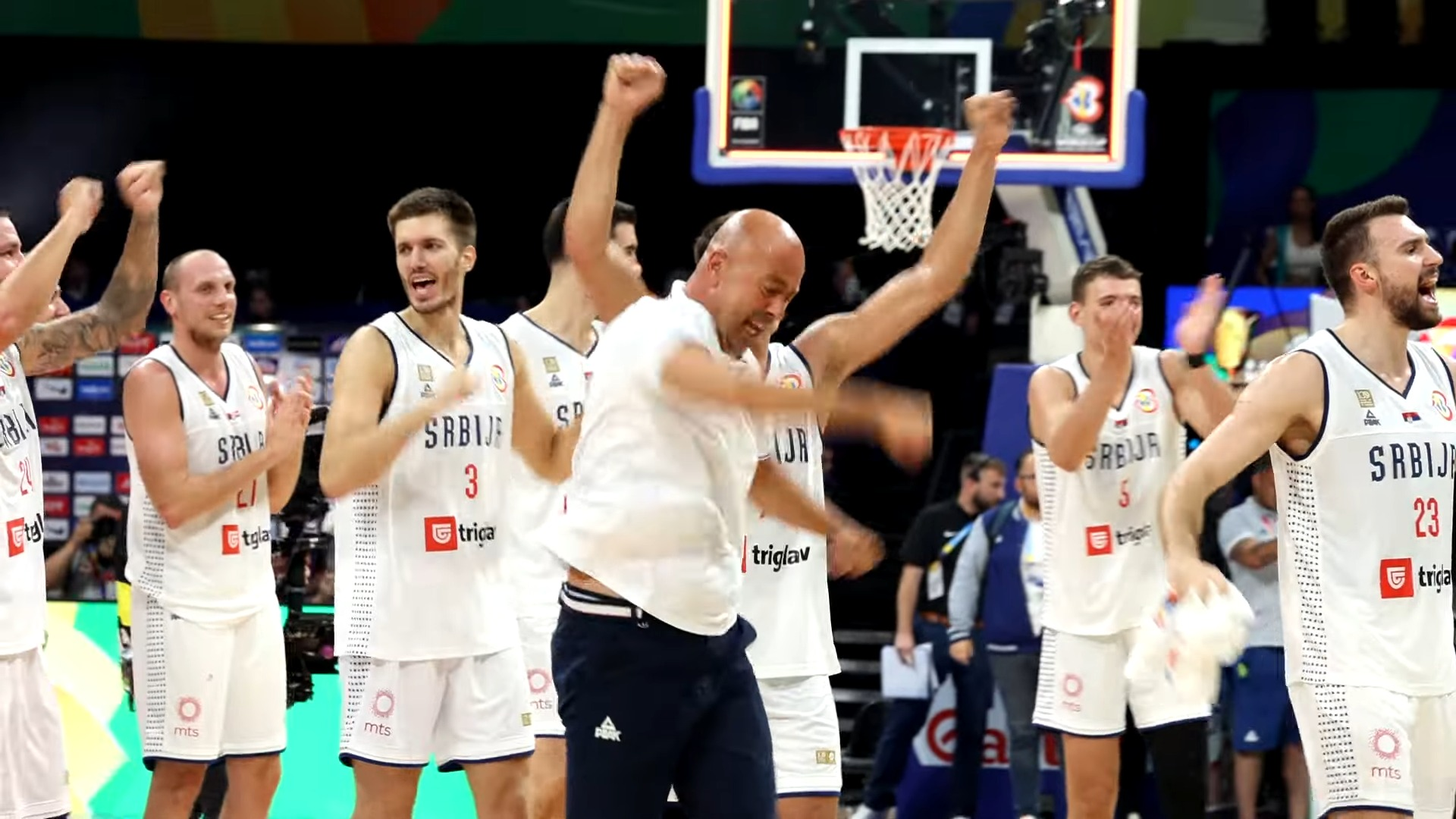
Sèrbia després de guanyar la semifinal contra Canadà al Mundial de 2023.

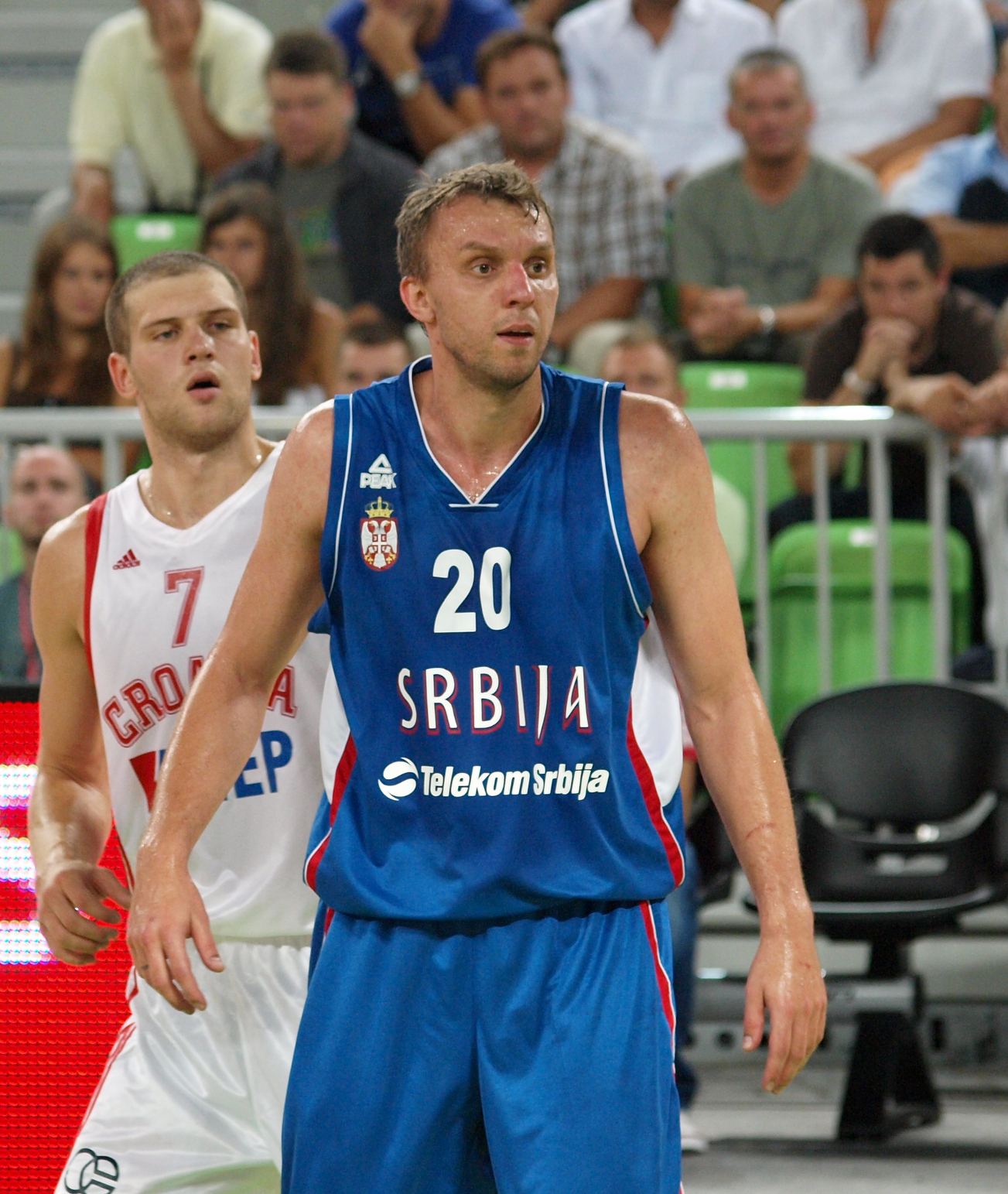
Duško Savanović amb Sèrbia l'any 2011.

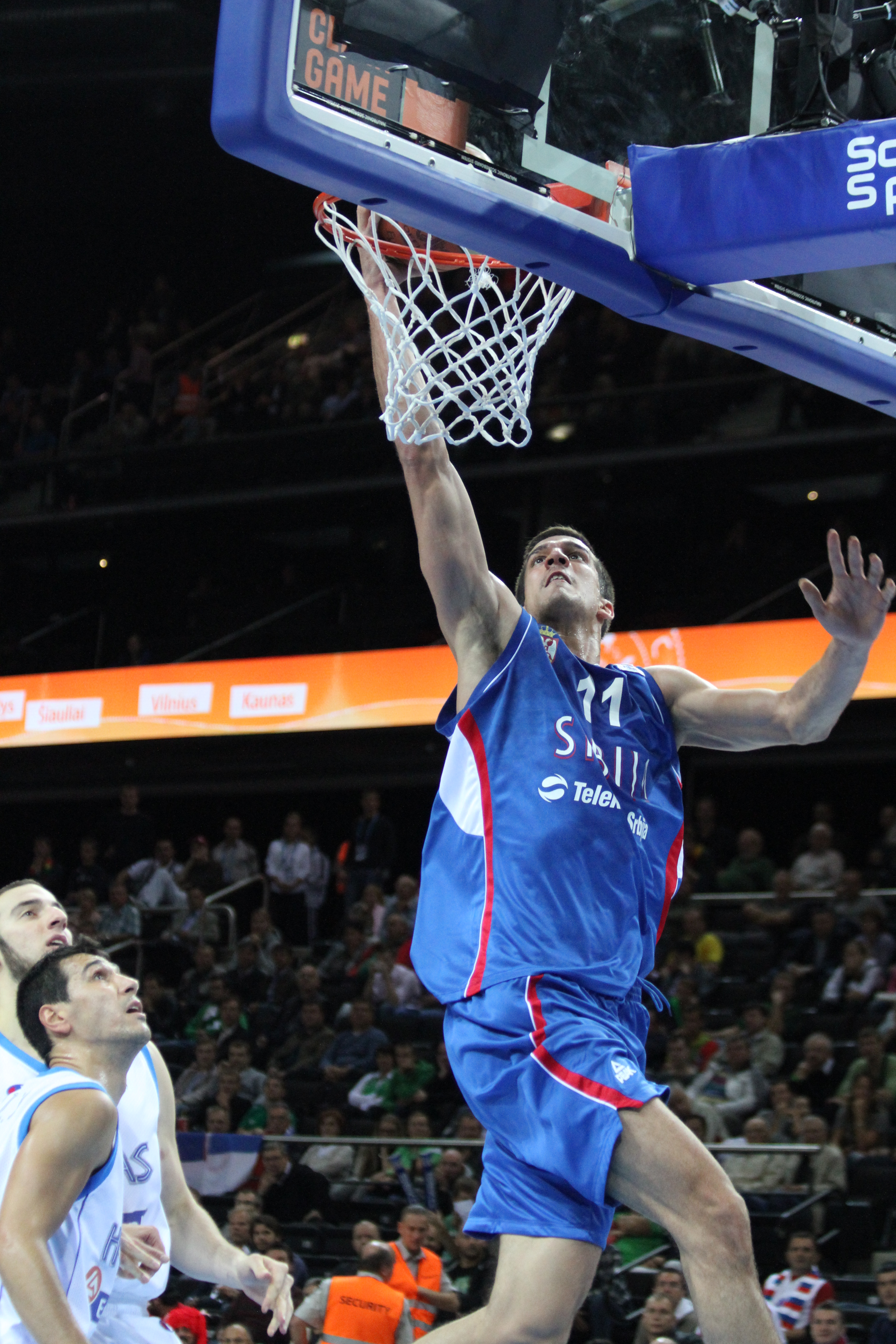
Marko Kešelj amb Sèrbia l'any 2011.

La Selecció de bàsquet de Sèrbia és l'equip format per jugadors de nacionalitat serbia que representa a la "Federació Serbia de Bàsquet" a les competicions internacionals organitzades per la Federació Internacional de Bàsquet (FIBA) o el Comité Olímpic Internacional (COI): Jocs Olímpics, Campionat mundial de Bàsquet i Eurobasket.
Sèrbia actualment ocupa la sisena posició al rànquing FIBA.
Entre 1992 i 2003, l'equip nacional jugà sota el nom de República Federal de Iugoslàvia. Entre 2003 i 2006 com a Sèrbia i Montenegro en competicions internacionals. L'any 2006, després de la declaració de independència de Montenegro, la Federació Sèrbia de Bàsquet va retenir la posició de la Federació de Bàsquet de Sèrbia i Montenegro com a membre de la FIBA. Per tant, tots els resultats i medalles del període 1992-2006 són atribuïts a l'equip nacional de bàsquet de Sèrbia.
Els jugadors serbis van jugar amb els següents equips nacionals sota els noms de:
- Iugoslàvia: 1945-1992
- República Federal de Iugoslàvia / Sèrbia i Montenegro: 1992–2006
- Sèrbia: 2007–actualment

## Classificacions

### Jocs Olímpics
- 2016 -  2

### Campionats mundials
- 2010 - 4
- 2014 -  2
- 2019 - 5
- 2023 -  2

### Campionats europeus
- 2007 - 14
- 2009 -  2
- 2011 - 8
- 2013 - 7
- 2015 - 4
- 2017 -  2
- 2022 - 9

### Jocs Mediterranis
- 2009 - 8
- 2013 -  2

## Membres actuals de la selecció
Convocatòria per l'Eurobasket FIBA 2022:
Aleksa Avramović, Nemanja Bjelica, Dejan Davidovac, Ognjen Dobrić, Marko Gudurić, Marko Jagodić-Kuriža, Ognjen Jaramaz, Nikola Jović, Nikola Kalinić, Balša Koprivica, Vladimir Lucić, Vanja Marinković, Vasilije Micić, Nikola Milutinov, Nemanja Nedović, Aleksej Pokuševski, Filip Petrushev, Dušan Ristić, Boriša Simanić, Alen Smailagić
Entrenador: S.Pesic
Qualificació olímpica FIBA 2020
3 Petrušev, 4 Teodosić, 8 Bjelica, 10 Kalinić, 12 Milosavljević, 22 Micić, 24 Jović, 27 Davidovac, 30 Avramović, 31 Dobrić, 33 Anđušić, 51 Marjanović

## Jugadors destacats
Inclosos els jugadors serbis que van jugar entre 1945 i 1991 amb Iugoslàvia.
| Jugador             | Reconeixement | Reconeixement | Reconeixement | Reconeixement | Reconeixement    | Reconeixement          | Reconeixement | Reconeixement |
| Jugador             | M1            | M5            | MA            | E1            | E5               | EA                     | HoF           | NBA           |
| ------------------- | ------------- | ------------- | ------------- | ------------- | ---------------- | ---------------------- | ------------- | ------------- |
| Dragan Kićanović    | 1974          | 1978, 1982    | 1982          | -             | 1979, 1981       | -                      | 1             | -             |
| Dražen Dalipagić    | 1978          | 1978          | 1978          | 1977          | 1975, 1977, 1981 | -                      | 1             | -             |
| Dejan Bodiroga      | 1998          | 1998          | -             | -             | 1997, 1999       | -                      | -             | -             |
| Radivoj Korać       | -             | 1967          | -             | 1961          | -                | 1959, 1961, 1963, 1965 | 1             | -             |
| Vlade Divac         | -             | 1990          | -             | -             | 1991, 1995       | -                      | 1             | 1             |
| Željko Rebrača      | -             | 1998          | -             | -             | 1997             | -                      | -             | -             |
| Peja Stojaković     | -             | 2002          | -             | 2001          | 2001             | -                      | 1             | 1             |
| Miloš Teodosić      | -             | 2010, 2014    | -             | -             | 2009             | -                      | 1             | -             |
| Bogdan Bogdanović   | -             | 2019, 2023    | 2019          | -             | 2017             | -                      | -             | 1             |
| Aleksandar Đorđević | -             | -             | -             | 1997          | 1997             | -                      | 1             | -             |
| Zoran Slavnić       | -             | -             | -             | -             | 1977             | -                      | 1             | -             |
| Žarko Paspalj       | -             | -             | -             | -             | 1989             | -                      | -             | -             |
| Aca Nikolić         | -             | -             | -             | -             | -                | -                      | 1             | -             |
| Nebojša Popović     | -             | -             | -             | -             | -                | -                      | 1             | -             |
| Radomir Šaper       | -             | -             | -             | -             | -                | -                      | 1             | -             |
| Borislav Stanković  | -             | -             | -             | -             | -                | -                      | 1             | -             |
| Predrag Danilović   | -             | -             | -             | -             | -                | -                      | 1             | -             |
| Darko Miličić       | -             | -             | -             | -             | -                | -                      | 1             | 1             |
| Ognjen Kuzmić       | -             | -             | -             | -             | -                | -                      | 1             | 1             |
| Nemanja Bjelica     | -             | -             | -             | -             | -                | -                      | 1             | 1             |
| Nikola Jokić        | -             | -             | -             | -             | -                | -                      | 1             | 1             |